# Pulaski (línea Azul)
Pulaski es una estación en la línea Azul del Metro de Chicago. La estación se encuentra localizada en 530 South Pulaski Road en Chicago, Illinois. La estación Pulaski fue inaugurada el 22 de junio de 1958.  La Autoridad de Tránsito de Chicago es la encargada por el mantenimiento y administración de la estación. La estación está localizada en medio del Dwight D. Eisenhower Expressway.

## Descripción
La estación Pulaski cuenta con 1 plataforma central y 2 vías. 

## Conexiones
La estación es abastecida por las siguientes conexiones: 
- Rutas del CTA Buses: 7 Harrison #53 Pulaski